# Nilkitkwa Lake Park
Nilkitkwa Lake Park är en park i Kanada.   Den ligger i provinsen British Columbia, i den centrala delen av landet, 3 700 km väster om huvudstaden Ottawa. Nilkitkwa Lake Park ligger 708 meter över havet.
Terrängen runt Nilkitkwa Lake Park är platt åt nordost, men åt sydväst är den kuperad. Nilkitkwa Lake Park ligger nere i en dal.Trakten runt Nilkitkwa Lake Park är nära nog obefolkad, med mindre än två invånare per kvadratkilometer..
I omgivningarna runt Nilkitkwa Lake Park växer i huvudsak barrskog.